# Campeonato de la División I de Fútbol Americano de la NCAA
El Campeonato de la División I de Fútbol Americano de la NCAA es la competición más importante de fútbol americano universitario del mundo. Enfrenta a los mejores equipos de la División I de la National Collegiate Athletic Association, que pertenecen a una subcategoría denominada FBS (sigla de Football Bowl Subdivision). La segunda categoría  del fútbol americano de la División I de la NCAA se denomina FCS (sigla de Football Championship Subdivision), y tiene su propio campeonato desde 1978, el Campeonato Nacional de la División I FCS de Fútbol Americano de la NCAA.
Anteriormente conocida como División I-A, la FBS es el nivel más alto de fútbol americano universitario en los Estados Unidos. La FBS está compuesta por las universidades más fuertes de la National Collegiate Athletic Association (NCAA). Hasta la fecha, hay 10 conferencias y 133 universidades en la FBS.
A diferencia de otras divisiones y subdivisiones de la NCAA, la NCAA no otorgaba inicialmente un título de campeonato nacional de fútbol FBS, ni sancionaba un torneo de playoffs para determinar dicho campeón en el campo. Hasta 2014, cuando se creó el College Football Playoff, organizaciones como Associated Press y la Asociación de entrenadores de Futbol Americano (AFCA) históricamente han buscado clasificar a los equipos y coronar un campeón nacional mediante una votación de periodistas deportivos y entrenadores, respectivamente. Fueron surgiendo a lo largo de todo el territorio de Estados Unidos los bowls, o partidos de postemporada, por invitación. Históricamente, estos juegos de tazón se consideraban en su mayoría juegos de exhibición con un pago para los equipos participantes. Sin embargo, en la era moderna, algunos de los tazones forman parte del College Football Playoff, y el resto constituyen la postemporada de facto para los equipos que no califican para el Playoff. Las décadas anteriores al advenimiento del Playoff también incluyeron intentos de las principales conferencias y juegos de tazones de FBS de organizar enfrentamientos para que el campeonato nacional de FBS se decidiera en el campo, como la Bowl Coalition de 1992 a 1994, la Bowl Alliance de 1995 a 1997 y el Bowl Championship Series de 1998 a 2013.

## Historia
En sus orígenes, todos los equipos universitarios competían en una categoría única, hasta que en 1955, la NCAA creó dos categorías: "University Division" (universidades más grandes) y "College Division" (universidades más pequeñas). Posteriormente, en 1973, cambió esas dos categorías por tres nuevas: "División I", "División II" y "División III", dependiendo no ya del tamaño de las universidades, sino de su oferta de becas para deportistas. Y en 1978, dividió la División I en otras dos categorías para fútbol americano: la "I-A" y la "I-AA", que en 2006 cambiaron de denominación. La División I-A pasó a llamarse "Football Bowl Subdivisión (FBS)" y la División I-AA a "Football Championship Subdivisión (FCS)".
El Campeonato de la División I de Fútbol Americano de la NCAA considera a todos los equipos hasta 1955, a los de la "University División" entre 1955 y 1973, a los de "División I" entre 1973 y 1978, a los de "División I-A" entre 1978 y 2006, y a los de "Football Bowl Subdivisión (FBS)" desde 2006. 
El resto de equipos tienen sus campeonatos correspondientes:
- "Football Bowl Subdivisión (FBS)": FCS National Football Championship.
- "División II": Campeonato de la División II de Fútbol Americano de la NCAA.
- "División III": Campeonato de la División III de Fútbol Americano de la NCAA.

## Estructura de la temporada
La temporada de la FBS comienza a finales de agosto o principios de septiembre y concluye en enero con el juego del Campeonato Nacional del College Football Playoff. La mayoría de los equipos de la FBS juegan 12 partidos de temporada regular por año, con ocho o nueve de esos partidos contra oponentes de la misma conferencia. Las diez conferencias de la FBS celebran un juego de campeonato de conferencia para determinar al ganador de la misma. Entre los juegos de conferencia, los juegos fuera de conferencia, un juego de campeonato de conferencia y hasta dos juegos de tazón si están clasificados entre los cuatro primeros equipos universitarios del país por el Comité del College Football Playoff. Solo los cuatro equipos del Playoff son elegibles para participar en dos juegos de tazón en una postemporada en lugar de uno solo para el resto, y solo los ganadores de los dos juegos de tazón de semifinales del Playoff jugarán un decimoquinto juego cuando se enfrenten en el Campeonato Nacional del College Football Playoff. Además, el College Football Playoff se expandirá a 12 equipos en lugar de 4 a partir de la temporada 2024, y, con su nuevo formato de cuadro, significa que un equipo podría potencialmente jugar hasta 18 juegos.
Para los juegos de temporada regular fuera de conferencia, los equipos de la FBS tienen libertad para programar enfrentamientos contra cualquier otro equipo de la FBS, independientemente de la conferencia. Un pequeño número de equipos de la FBS son independientes y tienen control total sobre su propio calendario. Los juegos fuera de conferencia se programan mediante acuerdo mutuo y involucran "ida y vuelta" (donde los equipos alternan como anfitriones) y rivalidades. Un equipo de la FBS debe programar un total de cinco juegos en casa por año; a efectos de programación, un "juego en casa" debe tener lugar en un lugar donde el equipo juegue el 50% de sus "juegos en casa", aunque se permite contar un juego en un lugar neutral contra un equipo de la FBS hacia el requisito de "juego en casa". 
| Tazón       | Ubicación         | Est. |
| ----------- | ----------------- | ---- |
| Rose Bowl   | Pasadena, CA      | 1902 |
| Orange Bowl | Miami Gardens, FL | 1935 |
| Sugar Bowl  | New Orleans, LA   | 1935 |
| Cotton Bowl | Arlington, TX     | 1937 |
| Peach Bowl  | Atlanta, GA       | 1968 |
| Fiesta Bowl | Glendale, AZ      | 1971 |

La Football Bowl Subdivision (FBS) recibe su nombre de los juegos de tazón en los que muchos equipos de la FBS participan al final del año, aunque otras divisiones universitarias también tienen sus propios juegos de tazón. Los juegos de tazón de la FBS se juegan al final de la temporada en diciembre o enero y generan colectivamente más de $400 millones por año a partir de 2012. Para ser elegible para un tazón, un equipo de la FBS debe tener un récord ganador. En ciertos casos, equipos con registros de 5-7 y 6-7 también pueden ser seleccionados para tazones, generalmente para llenar vacantes en los tazones.
Muchos tazones tienen una asociación establecida con una conferencia; por ejemplo, el Pop-Tarts Bowl presenta un enfrentamiento entre equipos de la ACC y la Big 12. Un pequeño número de tazones de larga data desempeñaron un papel importante en el Bowl Championship Series (BCS), que se utilizó para seleccionar al campeón nacional hasta la temporada 2013, y estos tazones continúan desempeñando un papel importante en el College Football Playoff. Bajo el sistema de playoffs, hay seis tazones principales, conocidos como los "New Year's Six", con invitaciones automáticas para los campeones de conferencias de las Power Five y el miembro mejor clasificado del "Group of Five". Dos de estos tazones sirven como juegos de semifinales para el juego del Campeonato Nacional del College Football Playoff. Las conferencias reciben millones de dólares por cada escuela que aparece en el playoff, y las apariciones en otros tazones también son muy lucrativas. 

## Equipos y conferencias
La mayoría de las 133 escuelas de la FBS son miembros de una conferencia de la FBS, pero también hay un pequeño número de escuelas independientes. Desde que la Western Athletic Conference dejó de patrocinar el fútbol antes de la temporada 2013, ha habido diez conferencias en la FBS. Hasta la temporada de 2023, todas las conferencias de la FBS tienen entre diez y catorce miembros. Las diez conferencias se dividen en dos grupos para los fines del College Football Playoff. Las "Power Five conferences" consisten en la mayoría de los programas atléticos universitarios más grandes y conocidos del país. Un equipo de una de las conferencias Power Five ganó cada Juego por el Campeonato Nacional BCS (que operó de 1999 a 2014) y ha ganado cada Campeonato Nacional del College Football Playoff. Las otras cinco conferencias son conocidas como el "Group of Five". Cualquier conferencia puede dividir a sus equipos en dos divisiones . La ACC, AAC, Big 12, C-USA, Mountain West y Pac-12 no utilizan divisiones. La American, la Big 12 y la C-USA anteriormente utilizaban sistemas de división antes de abandonarlos después de perder algunas de sus escuelas miembro por realineación. La Pac-12, sin embargo, optó por abandonar completamente las divisiones como resultado de una decisión del Consejo de la NCAA que establecía que las conferencias ya no estarían obligadas a mantener divisiones para celebrar un campeonato de conferencia. Desde la temporada de 2018, todas las conferencias han celebrado un juego de campeonato que determina al campeón de la conferencia.
| Conferencia                  | Año de Fundación | Miembros de Futbol Americano Temp. 2024 | Deportes | Base de Operaciones        |
| ---------------------------- | ---------------- | --------------------------------------- | -------- | -------------------------- |
| American Athletic Conference | 1979             | 13                                      | 22       | Irving, Texas              |
| Atlantic Coast Conference    | 1953             | 18                                      | 27       | Greensboro, North Carolina |
| Big 12 Conference            | 1996             | 16                                      | 21       | Irving, Texas              |
| Big Ten Conference           | 1896             | 18                                      | 28       | Rosemont, Illinois         |
| Conference USA               | 1995             | 10                                      | 19       | Dallas, Texas              |
| Independientes               |                  | 4                                       |          |                            |
| Mid-American Conference      | 1946             | 12                                      | 24       | Cleveland, Ohio            |
| Mountain West Conference     | 1999             | 12                                      | 19       | Colorado Springs, Colorado |
| Pac-12 Conference            | 1915             | 2                                       | 24       | San Francisco, California  |
| Southeastern Conference      | 1932             | 16                                      | 20       | Birmingham, Alabama        |
| Sun Belt Conference          | 1976             | 14                                      | 19       | New Orleans, Louisiana     |

## Palmarés
| Temporada | Campeón / Campeones    | Método                   | Partido final                      |
| --------- | ---------------------- | ------------------------ | ---------------------------------- |
| 1869      | Princeton              |                          |                                    |
| 1869      | Rutgers                |                          |                                    |
| 1870      | Princeton              |                          |                                    |
| 1871      | No se disputó          |                          |                                    |
| 1872      | Princeton              |                          |                                    |
| 1872      | Yale                   |                          |                                    |
| 1873      | Princeton              |                          |                                    |
| 1874      | Harvard                |                          |                                    |
| 1874      | Princeton              |                          |                                    |
| 1874      | Yale                   |                          |                                    |
| 1875      | Columbia               |                          |                                    |
| 1875      | Harvard                |                          |                                    |
| 1875      | Princeton              |                          |                                    |
| 1876      | Yale                   |                          |                                    |
| 1877      | Princeton              |                          |                                    |
| 1877      | Yale                   |                          |                                    |
| 1878      | Princeton              |                          |                                    |
| 1879      | Princeton              |                          |                                    |
| 1879      | Yale                   |                          |                                    |
| 1880      | Princeton              |                          |                                    |
| 1880      | Yale                   |                          |                                    |
| 1881      | Princeton              |                          |                                    |
| 1881      | Yale                   |                          |                                    |
| 1882      | Yale                   |                          |                                    |
| 1883      | Yale                   |                          |                                    |
| 1884      | Princeton              |                          |                                    |
| 1884      | Yale                   |                          |                                    |
| 1885      | Princeton              |                          |                                    |
| 1886      | Princeton              |                          |                                    |
| 1886      | Yale                   |                          |                                    |
| 1887      | Yale                   |                          |                                    |
| 1888      | Yale                   |                          |                                    |
| 1889      | Princeton              |                          |                                    |
| 1890      | Harvard                |                          |                                    |
| 1891      | Yale                   |                          |                                    |
| 1892      | Yale                   |                          |                                    |
| 1893      | Princeton              |                          |                                    |
| 1893      | Yale                   |                          |                                    |
| 1894      | Penn                   |                          |                                    |
| 1894      | Princeton              |                          |                                    |
| 1894      | Yale                   |                          |                                    |
| 1895      | Penn                   |                          |                                    |
| 1895      | Yale                   |                          |                                    |
| 1896      | Lafayette              |                          |                                    |
| 1896      | Princeton              |                          |                                    |
| 1897      | Penn                   |                          |                                    |
| 1897      | Yale                   |                          |                                    |
| 1898      | Harvard                |                          |                                    |
| 1898      | Princeton              |                          |                                    |
| 1899      | Harvard                |                          |                                    |
| 1899      | Princeton              |                          |                                    |
| 1900      | Yale                   |                          |                                    |
| 1901      | Harvard                |                          |                                    |
| 1901      | Michigan               |                          |                                    |
| 1901      | Yale                   |                          |                                    |
| 1902      | Michigan               |                          |                                    |
| 1902      | Yale                   |                          |                                    |
| 1903      | Michigan               |                          |                                    |
| 1903      | Princeton              |                          |                                    |
| 1904      | Michigan               |                          |                                    |
| 1904      | Minnesota              |                          |                                    |
| 1904      | Penn                   |                          |                                    |
| 1905      | Chicago                |                          |                                    |
| 1905      | Yale                   |                          |                                    |
| 1906      | Princeton              |                          |                                    |
| 1906      | Yale                   |                          |                                    |
| 1907      | Yale                   |                          |                                    |
| 1908      | Harvard                |                          |                                    |
| 1908      | LSU                    |                          |                                    |
| 1908      | Penn                   |                          |                                    |
| 1909      | Yale                   |                          |                                    |
| 1910      | Harvard                |                          |                                    |
| 1910      | Pittsburgh             |                          |                                    |
| 1911      | Penn State             |                          |                                    |
| 1911      | Princeton              |                          |                                    |
| 1912      | Harvard                |                          |                                    |
| 1912      | Penn State             |                          |                                    |
| 1913      | Auburn                 |                          |                                    |
| 1913      | Chicago                |                          |                                    |
| 1913      | Harvard                |                          |                                    |
| 1914      | Army                   |                          |                                    |
| 1914      | Illinois               |                          |                                    |
| 1914      | Texas                  |                          |                                    |
| 1915      | Cornell                |                          |                                    |
| 1915      | Oklahoma               |                          |                                    |
| 1915      | Pittsburgh             |                          |                                    |
| 1916      | Army                   |                          |                                    |
| 1916      | Pittsburgh             |                          |                                    |
| 1917      | Georgia Tech           |                          |                                    |
| 1918      | Michigan               |                          |                                    |
| 1918      | Pittsburgh             |                          |                                    |
| 1919      | Centre                 |                          |                                    |
| 1919      | Harvard                |                          |                                    |
| 1919      | Illinois               |                          |                                    |
| 1919      | Notre Dame             |                          |                                    |
| 1919      | Texas A&M              |                          |                                    |
| 1920      | California             |                          |                                    |
| 1920      | Harvard                |                          |                                    |
| 1920      | Notre Dame             |                          |                                    |
| 1920      | Princeton              |                          |                                    |
| 1920      | Georgia                |                          |                                    |
| 1921      | California             |                          |                                    |
| 1921      | Cornell                |                          |                                    |
| 1921      | Iowa                   |                          |                                    |
| 1921      | Lafayette              |                          |                                    |
| 1921      | Washington & Jefferson |                          |                                    |
| 1921      | Vanderbilt             |                          |                                    |
| 1922      | California             |                          |                                    |
| 1922      | Cornell                |                          |                                    |
| 1922      | Princeton              |                          |                                    |
| 1922      | Vanderbilt             |                          |                                    |
| 1923      | California             |                          |                                    |
| 1923      | Cornell                |                          |                                    |
| 1923      | Illinois               |                          |                                    |
| 1923      | Michigan               |                          |                                    |
| 1923      | Yale                   |                          |                                    |
| 1924      | Notre Dame             |                          |                                    |
| 1924      | Penn                   |                          |                                    |
| 1925      | Alabama                |                          |                                    |
| 1925      | Dartmouth              |                          |                                    |
| 1925      | Michigan               |                          |                                    |
| 1926      | Alabama                |                          |                                    |
| 1926      | Lafayette              |                          |                                    |
| 1926      | Michigan               |                          |                                    |
| 1926      | Navy                   |                          |                                    |
| 1926      | Stanford               |                          |                                    |
| 1927      | Georgia                |                          |                                    |
| 1927      | Illinois               |                          |                                    |
| 1927      | Notre Dame             |                          |                                    |
| 1927      | Texas A&M              |                          |                                    |
| 1927      | Yale                   |                          |                                    |
| 1928      | Detroit                |                          |                                    |
| 1928      | Georgia Tech           |                          |                                    |
| 1928      | USC                    |                          |                                    |
| 1929      | Notre Dame             |                          |                                    |
| 1929      | Pittsburgh             |                          |                                    |
| 1929      | USC                    |                          |                                    |
| 1930      | Alabama                |                          |                                    |
| 1930      | Notre Dame             |                          |                                    |
| 1931      | Pittsburgh             |                          |                                    |
| 1931      | Purdue                 |                          |                                    |
| 1931      | USC                    |                          |                                    |
| 1932      | Colgate                |                          |                                    |
| 1932      | Michigan               |                          |                                    |
| 1932      | USC                    |                          |                                    |
| 1933      | Michigan               |                          |                                    |
| 1933      | Ohio State             |                          |                                    |
| 1933      | Princeton              |                          |                                    |
| 1933      | USC                    |                          |                                    |
| 1934      | Alabama                |                          |                                    |
| 1934      | Minnesota              |                          |                                    |
| 1935      | LSU                    |                          |                                    |
| 1935      | Minnesota              |                          |                                    |
| 1935      | Princeton              |                          |                                    |
| 1935      | SMU                    |                          |                                    |
| 1935      | TCU                    |                          |                                    |
| 1936      | LSU                    |                          |                                    |
| 1936      | Minnesota              | AP Poll                  |                                    |
| 1936      | Pittsburgh             |                          |                                    |
| 1936      | Duke                   |                          |                                    |
| 1937      | California             |                          |                                    |
| 1937      | Pittsburgh             | AP Poll                  |                                    |
| 1938      | Notre Dame             |                          |                                    |
| 1938      | TCU                    | AP Poll                  |                                    |
| 1938      | Tennessee              |                          |                                    |
| 1939      | Cornell                |                          |                                    |
| 1939      | Texas A&M              | AP Poll                  |                                    |
| 1939      | USC                    |                          |                                    |
| 1940      | Minnesota              | AP Poll                  |                                    |
| 1940      | Stanford               |                          |                                    |
| 1940      | Tennessee              |                          |                                    |
| 1941      | Alabama                |                          |                                    |
| 1941      | Minnesota              | AP Poll                  |                                    |
| 1941      | Texas                  |                          |                                    |
| 1942      | Georgia                |                          |                                    |
| 1942      | Ohio State             | AP Poll                  |                                    |
| 1942      | Wisconsin              |                          |                                    |
| 1943      | Notre Dame             | AP Poll                  |                                    |
| 1944      | Army                   | AP Poll                  |                                    |
| 1944      | Ohio State             |                          |                                    |
| 1945      | Alabama                |                          |                                    |
| 1945      | Army                   | AP Poll                  |                                    |
| 1946      | Army                   |                          |                                    |
| 1946      | Georgia                |                          |                                    |
| 1946      | Notre Dame             | AP Poll                  |                                    |
| 1947      | Michigan               |                          |                                    |
| 1947      | Notre Dame             | AP Poll                  |                                    |
| 1948      | Michigan               | AP Poll                  |                                    |
| 1949      | Notre Dame             | AP Poll                  |                                    |
| 1949      | Oklahoma               |                          |                                    |
| 1950      | Kentucky               |                          |                                    |
| 1950      | Oklahoma               | AP Poll                  |                                    |
| 1950      | Princeton              |                          |                                    |
| 1950      | Tennessee              |                          |                                    |
| 1951      | Georgia Tech           |                          |                                    |
| 1951      | Illinois               |                          |                                    |
| 1951      | Maryland               |                          |                                    |
| 1951      | Michigan State         |                          |                                    |
| 1951      | Tennessee              | AP Poll                  |                                    |
| 1952      | Georgia Tech           |                          |                                    |
| 1952      | Michigan State         | AP Poll                  |                                    |
| 1953      | Maryland               | AP Poll                  |                                    |
| 1953      | Notre Dame             |                          |                                    |
| 1953      | Oklahoma               |                          |                                    |
| 1954      | Ohio State             | AP Poll                  |                                    |
| 1954      | UCLA                   |                          |                                    |
| 1955      | Michigan State         |                          |                                    |
| 1955      | Oklahoma               | AP Poll                  |                                    |
| 1956      | Georgia Tech           |                          |                                    |
| 1956      | Iowa                   |                          |                                    |
| 1956      | Oklahoma               | AP Poll                  |                                    |
| 1956      | Tennessee              |                          |                                    |
| 1957      | Auburn                 | AP Poll                  |                                    |
| 1957      | Michigan State         |                          |                                    |
| 1957      | Ohio State             |                          |                                    |
| 1957      | Oklahoma               |                          |                                    |
| 1958      | Iowa                   |                          |                                    |
| 1958      | LSU                    | AP Poll                  |                                    |
| 1959      | Ole Miss               |                          |                                    |
| 1959      | Syracuse               | AP Poll                  |                                    |
| 1960      | Iowa                   |                          |                                    |
| 1960      | Minnesota              | AP Poll                  |                                    |
| 1960      | Ole Miss               |                          |                                    |
| 1960      | Missouri               |                          |                                    |
| 1960      | Washington             |                          |                                    |
| 1961      | Alabama                | AP Poll                  |                                    |
| 1961      | Ohio State             |                          |                                    |
| 1962      | LSU                    |                          |                                    |
| 1962      | Ole Miss               |                          |                                    |
| 1962      | USC                    | AP Poll                  |                                    |
| 1963      | Texas                  | AP Poll                  |                                    |
| 1964      | Alabama                | AP Poll                  |                                    |
| 1964      | Arkansas               |                          |                                    |
| 1964      | Michigan               |                          |                                    |
| 1964      | Notre Dame             |                          |                                    |
| 1965      | Alabama                | AP Poll                  |                                    |
| 1965      | Michigan State         |                          |                                    |
| 1966      | Alabama                |                          |                                    |
| 1966      | Michigan State         |                          |                                    |
| 1966      | Notre Dame             | AP Poll                  |                                    |
| 1967      | Notre Dame             |                          |                                    |
| 1967      | Oklahoma               |                          |                                    |
| 1967      | USC                    | AP Poll                  |                                    |
| 1967      | Tennessee              |                          |                                    |
| 1968      | Georgia                |                          |                                    |
| 1968      | Ohio State             | AP Poll                  |                                    |
| 1968      | Texas                  |                          |                                    |
| 1969      | Ohio State             |                          |                                    |
| 1969      | Penn State             |                          |                                    |
| 1969      | Texas                  | AP Poll                  |                                    |
| 1970      | Arizona State          |                          |                                    |
| 1970      | Nebraska               | AP Poll                  |                                    |
| 1970      | Notre Dame             |                          |                                    |
| 1970      | Ohio State             |                          |                                    |
| 1970      | Texas                  |                          |                                    |
| 1971      | Nebraska               | AP Poll                  |                                    |
| 1972      | USC                    | AP Poll                  |                                    |
| 1973      | Alabama                |                          |                                    |
| 1973      | Michigan               |                          |                                    |
| 1973      | Notre Dame             | AP Poll                  |                                    |
| 1973      | Ohio State             |                          |                                    |
| 1973      | Oklahoma               |                          |                                    |
| 1974      | Ohio State             |                          |                                    |
| 1974      | Oklahoma               | AP Poll                  |                                    |
| 1974      | USC                    | Coaches Poll             |                                    |
| 1975      | Alabama                |                          |                                    |
| 1975      | Arizona State          |                          |                                    |
| 1975      | Ohio State             |                          |                                    |
| 1975      | Oklahoma               | AP Poll, Coaches Poll    |                                    |
| 1976      | Pittsburgh             | AP Poll, Coaches Poll    |                                    |
| 1976      | USC                    |                          |                                    |
| 1977      | Alabama                |                          |                                    |
| 1977      | Arkansas               |                          |                                    |
| 1977      | Notre Dame             | AP Poll, Coaches Poll    |                                    |
| 1977      | Texas                  |                          |                                    |
| 1978      | Alabama                | AP Poll                  |                                    |
| 1978      | Oklahoma               |                          |                                    |
| 1978      | USC                    | Coaches Poll             |                                    |
| 1979      | Alabama                | AP Poll, Coaches Poll    |                                    |
| 1979      | USC                    |                          |                                    |
| 1980      | Florida State          |                          |                                    |
| 1980      | Georgia                | AP Poll, Coaches Poll    |                                    |
| 1980      | Nebraska               |                          |                                    |
| 1980      | Oklahoma               |                          |                                    |
| 1980      | Pittsburgh             |                          |                                    |
| 1981      | Clemson                | AP Poll, Coaches Poll    |                                    |
| 1981      | Nebraska               |                          |                                    |
| 1981      | Penn State             |                          |                                    |
| 1981      | Pittsburgh             |                          |                                    |
| 1981      | SMU                    |                          |                                    |
| 1981      | Texas                  |                          |                                    |
| 1982      | Nebraska               |                          |                                    |
| 1982      | Penn State             | AP Poll, Coaches Poll    |                                    |
| 1982      | SMU                    |                          |                                    |
| 1983      | Auburn                 |                          |                                    |
| 1983      | Miami                  | AP Poll, Coaches Poll    |                                    |
| 1983      | Nebraska               |                          |                                    |
| 1984      | BYU                    | AP Poll, Coaches Poll    |                                    |
| 1984      | Florida                |                          |                                    |
| 1984      | Nebraska               |                          |                                    |
| 1984      | Washington             |                          |                                    |
| 1985      | Florida                | AP Poll                  |                                    |
| 1985      | Michigan               |                          |                                    |
| 1985      | Oklahoma               | Coaches Poll             |                                    |
| 1986      | Miami                  |                          |                                    |
| 1986      | Oklahoma               |                          |                                    |
| 1986      | Penn State             | AP Poll, Coaches Poll    |                                    |
| 1987      | Florida State          |                          |                                    |
| 1987      | Miami                  | AP Poll, Coaches Poll    |                                    |
| 1988      | Miami                  |                          |                                    |
| 1988      | Notre Dame             | AP Poll, Coaches Poll    |                                    |
| 1989      | Miami                  | AP Poll, Coaches Poll    |                                    |
| 1989      | Notre Dame             |                          |                                    |
| 1990      | Colorado               | AP Poll                  |                                    |
| 1990      | Georgia Tech           | Coaches Poll             |                                    |
| 1990      | Miami                  |                          |                                    |
| 1990      | Washington             |                          |                                    |
| 1991      | Miami                  | AP Poll                  |                                    |
| 1991      | Washington             | Coaches Poll             |                                    |
| 1992      | Alabama                | Bowl Coalition           | Sugar Bowl                         |
| 1993      | Florida State          | Bowl Coalition           | Orange Bowl                        |
| 1994      | Nebraska               | Bowl Coalition           | Orange Bowl                        |
| 1995      | Nebraska               | Bowl Alliance            | Fiesta Bowl                        |
| 1996      | Florida                | Bowl Alliance            | Sugar Bowl                         |
| 1997      | Nebraska               | Bowl Alliance            | Orange Bowl                        |
| 1997      | Michigan               | AP Poll                  |                                    |
| 1998      | Tennessee              | Bowl Championship Series | Fiesta Bowl                        |
| 1999      | Florida State          | Bowl Championship Series | Sugar Bowl                         |
| 2000      | Oklahoma               | Bowl Championship Series | Orange Bowl                        |
| 2001      | Miami                  | Bowl Championship Series | Rose Bowl                          |
| 2002      | Ohio State             | Bowl Championship Series | Fiesta Bowl                        |
| 2003      | LSU                    | Bowl Championship Series | Sugar Bowl                         |
| 2003      | USC                    | AP Poll                  |                                    |
| 2004      | USC                    | Bowl Championship Series | Orange Bowl                        |
| 2005      | Texas                  | Bowl Championship Series | Rose Bowl                          |
| 2006      | Florida                |                          | BCS National Championship Game     |
| 2007      | LSU                    |                          | BCS National Championship Game     |
| 2008      | Florida                |                          | BCS National Championship Game     |
| 2009      | Alabama                |                          | BCS National Championship Game     |
| 2010      | Auburn                 |                          | BCS National Championship Game     |
| 2011      | Alabama                |                          | BCS National Championship Game     |
| 2012      | Alabama                |                          | BCS National Championship Game     |
| 2013      | Florida State          |                          | BCS National Championship Game     |
| 2014      | Ohio State             | College Football Playoff | College Football Championship Game |
| 2015      | Alabama                | College Football Playoff | College Football Championship Game |
| 2016      | Clemson                | College Football Playoff | College Football Championship Game |
| 2017      | Alabama                | College Football Playoff | College Football Championship Game |
| 2018      | Clemson                | College Football Playoff | College Football Championship Game |
| 2019      | LSU                    | College Football Playoff | College Football Championship Game |
| 2020      | Alabama                | College Football Playoff | College Football Championship Game |
| 2021      | Georgia                | College Football Playoff | College Football Championship Game |
| 2022      | Georgia                | College Football Playoff | College Football Championship Game |
| 2023      | Michigan               | College Football Playoff | College Football Championship Game |
| 2024      | Ohio State             | College Football Playoff | College Football Championship Game |